# Кузьмин, Андрей Николаевич
Андрей Николаевич Кузьмин (род. 1969, Ленинград) — российский художник, живописец, поэт, участник выставок группы «Колдовские художники».

## Биография
Родился в 1969 г. в Ленинграде.
1987—1992 — постоянный участник выставок в составе группы художников «Митьки»
С 1992-го — участник проекта «Семичов и Кузьмин»
В 1990-х принимал участие в ряде выставок Новой Академии Изящных Искусств Т. Новикова.
В 2010 г. организовал совместно с И. Васильевой и А. Горяевым группу художников «Васильки».
С 2014 г. участвует в выставках группы «Колдовские художники».

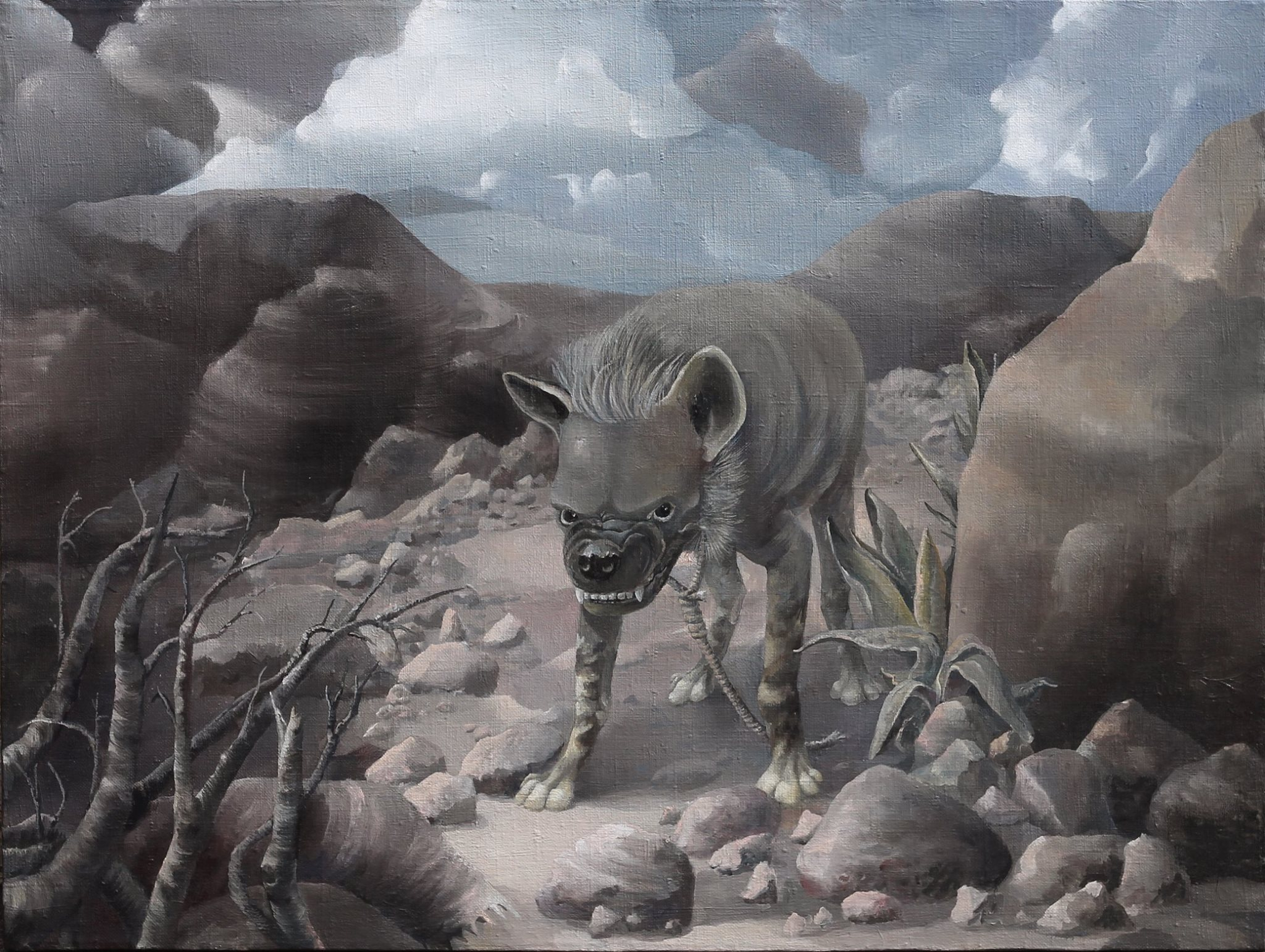

## Работы находятся в собраниях
- Музей Современного искусства Эрарта[6]
- Московский музей современного искусства (ММОМА)
- Музей Нонконформистского искусства
- Центральный Выставочный Зал «Манеж»
- Музей Новой Академии Изящных искусств, (С.-Петербург)